# Fred Records
Fred Records is een onafhankelijk Brits platenlabel, in 2002 opgericht door avantgarde gitarist en componist Fred Frith met het doel om eerder verschenen werk opnieuw uit te brengen, alsmede materiaal dat nog niet op plaat uit is gekomen. 
Vanaf het midden van de jaren tachtig bracht Frith veel werk uit op het Zwitserse label Recommended Records. In 1997 ging dit label na de dood van de eigenaar bankroet en verkreeg Frith de rechten op zijn werk dat RecRec had uitgebracht. Met behulp van Chris Cutler richtte Frith nu zijn eigen label op, Fred Records, als sublabel van Recommended Records. Hierdoor kon hij zijn eigen platen geremasterd opnieuw uitbrengen, evenals werk uit zijn archief dat bij andere labels weinig kans zou hebben. Kunstenaar Tomas Kurth ontwerpt, met gebruikmaking van elementen van de originele hoezen, de cd-covers.

## Uitgaven
Tot nog toe zijn de volgende platen verschenen:
- Gravity
- Accidental
- Guitar Solos
- Prints
- That House We Lived In (Keep the Dog)
- Step Across the Border
- Speechless
- Middle of the Moment
- Cheap at Half the Price
- Allies
- Learn to Talk/The Country of Blinds (Skeleton Crew)
- Killing Time (Massacre)
- Impur
- The Happy End Problem
- The Technology of Tears
- The Art of Memory II (met John Zorn)
- Impur II
- Nowhere, Sideshow, Thin Air